# 复旦大学管理学院

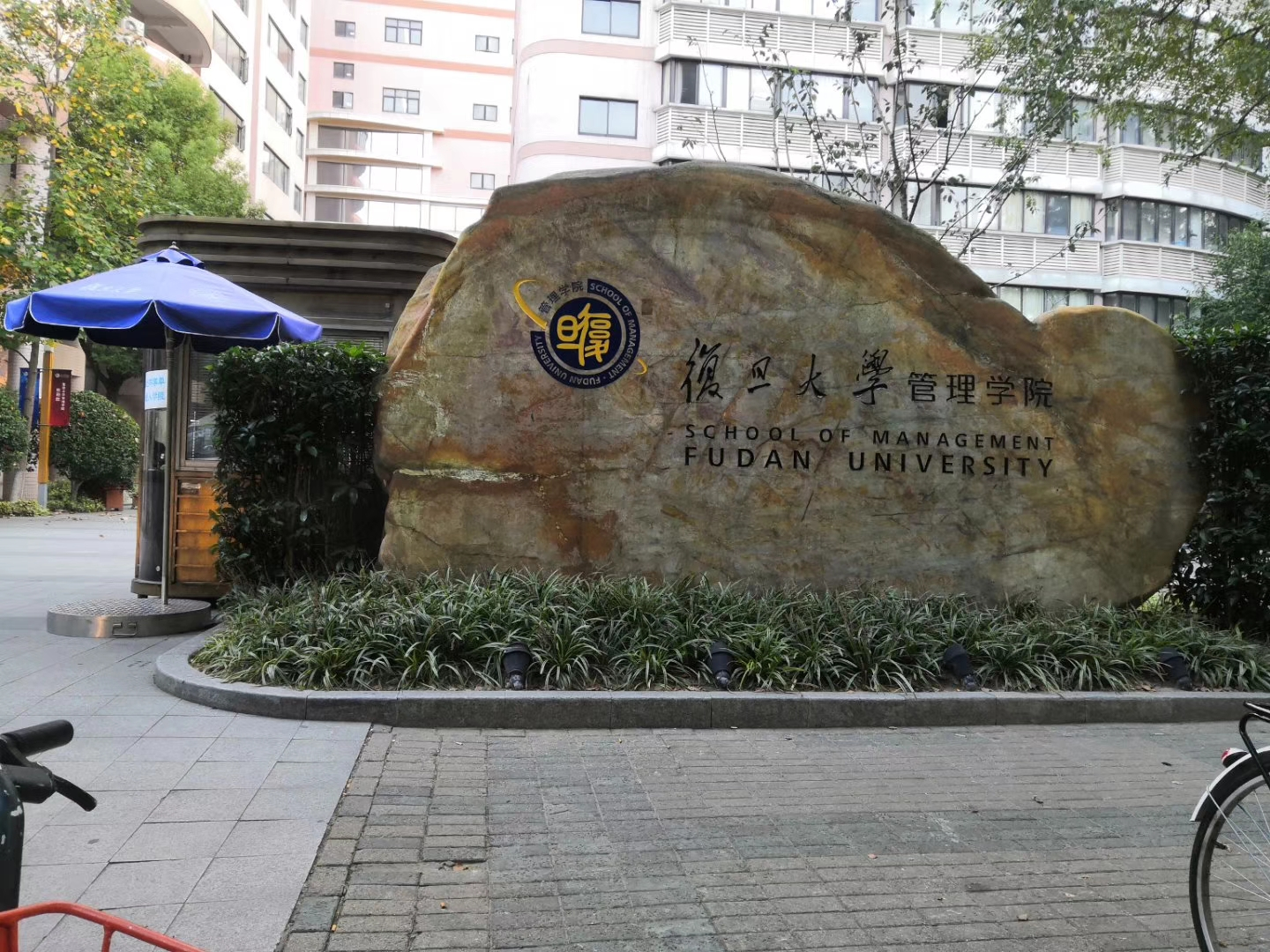
復旦大學管理學院國順路正門

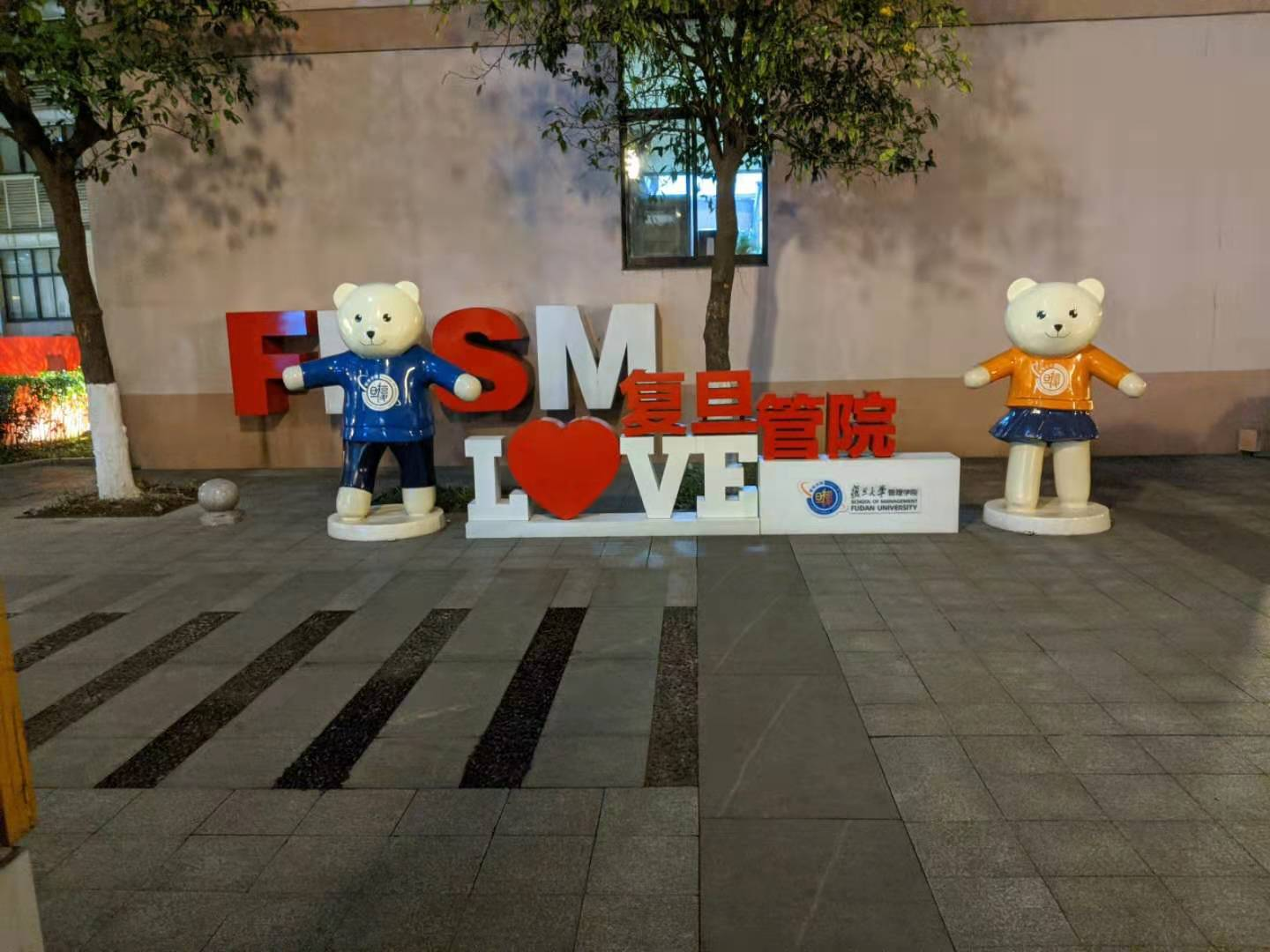
復旦大學管理學院內景

复旦大学管理学院是复旦大学下属院系之一，是中華人民共和國上海市的一所商学院。

## 历史
复旦大学是中国最早设立工商管理教育体系的高校，早在1917年就创设了商科，并在1929年正式成立了商学院。1949年，复旦大学商学院共有学生511人，其中银行学85人，会计学126人，统计学49人，合作学73人，国际贸易66人，工商管理112人。当年商学院毕业人数为116人，其中79位分配得到工作，有19人自行就业。1951年6月，复旦大学商学院改称复旦大学财经学院，同時暨南大学商学院、大夏大学商学院併入。1952年8月，當時正值中国高等院校院系调整，复旦大学财经学院的会计、统计、企业管理、银行、贸易、合作6个系及统计银行2个专修科调整至上海财经学院。工商管理学科教育中断。
改革开放之后，复旦大学恢复管理教育，从1977年开始招收管理学科的专业学生，1979年成立管理科学系，1985年恢复组建管理学院。1991年開始招收MBA。2002年開始招收EMBA。2005年7月，复旦大学、博科尼大学和羅馬路易斯大学共同合作开设了管理学双硕士学位项目（DDIM）。2010年，学院又相继开设了财务管理和金融工程管理2个硕士项目。2014年，复旦大学管理学院与伦敦商学院联合开办国际商务——全球化经营与管理方向（GMiM）双学位硕士项目。

## 现况
复旦大学管理学院共有3幢建築，分別為李達三樓、史帶樓和思源教授楼。
截至2019年12月，复旦大学管理学院共有教师144人，其中教授55人、副教授64人。
截至2017年底，学院有在读本科生563人，科学学位硕士研究生、博士生296人，工商管理博士生87人，专业学位硕士研究生4791人。高级管理人员发展中心暨复旦管理咨询公司2017年全年已培训5000余位学员，至2017年为止共计39000多名企业管理者参与培训，学院校友已超过43000人。
至2017年，学院设有8个系、27个跨学科研究中心（所）。学院有一级学科博士点5个，二级学科博士点12个（含自设博士点），二级学科硕士点17个（含自设硕士点）。本科专业7个，博士后科研流动站4个（其中1个与经济学院共同设立）。同时，还设有MBA、EMBA、MPAcc等专业硕士项目。
2020年，學院啟動科创战略，這一戰略與科创管理研究与教育（复旦科创企业家营）有關。2023年3月，复旦大学管理学院与上海长三角商业创新研究院联合主办“长三角聚劲科创大赛”。
2024年9月中旬，复旦大学管理学院政立院區試運行。12月7日正式啟用。楊浦區當局為了政立院區的開通，將國通路從政立路南延伸至政學路，政立院區就位於國通路南延伸段兩側，並且复旦大学管理学院參與該道路南延伸段的設計。

## 国际交流
复旦大学管理学院与美国、意大利、挪威、英国、法国、新加坡、澳大利亚、韩国、香港等20多个国家和地区的60多所著名高等院校和研究机构建立了多种形式的交流、合作关系。例如學院1996年起与斯隆管理学院合作培养MBA学生，又与香港城市大学合作开设工商管理学博士（DBA）项目、复旦大学-台湾大学合作EMBA项目、與BI挪威商學院合作MBA項目、華盛頓大學奧林商學院合作EMBA項目以及與香港大学经济及工商管理学院合作工商管理（国际）硕士（IMBA）項目。2007年，复旦大学管理学院正式成为PIM（Partnership in International Management）组织成员学院。2009年，学院成为GMAC（美国商学院协会研究生入学管理委员会）在全球的第173家正式会员。同时，顺利通过EQUIS（欧洲质量发展认证体系）国际认证。并在2010年，又通过AACSB（国际精英商学院协会）国际认证。

## 知名校友
- 丁薛祥[25]